# Cmentarz Grabowski
Cmentarz Grabowski (niem. Grabower Friedhof) – dawny cmentarz miejski położony na terenie Szczecina. Zajmował teren pomiędzy obecnymi ulicami Jacka Malczewskiego (Allee Blumen), Jana Kazimierza (Toepffers Park), Jana Ch. Paska (Kronenstr.) i Parkową (Gustav Adolf str.).

## Historia
W XVIII wieku na południe od późniejszego Cmentarza Grabowskiego istniał niewielki cmentarz ewangelicki francuskiej gminy reformowanej. W 1802 roku władze miasta kierując się względami sanitarnymi zadecydowały o zamknięciu dla pochówków wszystkich małych cmentarzy przykościelnych. Na terenie 5,5 ha (11 mórg pruskich) zaplanowano urządzić cmentarz komunalny, na którym odbywałyby się pochówki mieszkańców Szczecina wszystkich wyznań. Nekropolia zajęła teren na północ od Allee Blumen, obecnej ul. Jacka Malczewskiego.
Spośród pierwszych pogrzebanych był jeden z inicjatorów powstania Cmentarza Grabowskiego – Carl Böttcher. W następnych latach na cmentarzu tym pochowano poza wieloma zwyczajnymi mieszczanami również najwybitniejszych szczecinian. W 1831 roku złożono tu ciało nadprezydenta prowincji pomorskiej Johanna Augusta Sacka, a w 1868 r. malarza Eduarda Hildebrandta. Po zniesieniu fortyfikacji okalających miasto w 1873 r. teren cmentarza powiększono. Pod koniec XIX wieku teren cmentarza się zapełnił, ale część kwater, szczególnie uboższych mieszkańców, uległa zapomnieniu. W północnej części cmentarza w latach 1888-90 wybudowano kościół parafialny dla Grabowa Friedenskirche (obecnie kościół pw. św. Stanisława Kostki). Nowym miejscem pochówków stał się oddany do użytku Cmentarz Centralny.
Cmentarz Grabowski zamknięto dla pochówków i stopniowo zaczęto przekomponowywać na park. Podjęto decyzję o pozostawieniu nagrobków o największej wartości historycznej, w których pochowano najważniejsze dla miasta osoby. Wyjątkiem w decyzji o zaprzestaniu pochówków było złożenie w 1924 roku do tutejszego grobu przemysłowca szczecińskiego Alberta Toepfera. Teren cmentarza postanowiono przeznaczyć na modny park miejski z fontannami i kawiarniami. W takiej postaci teren dawnego Cmentarza Grabowskiego przetrwał do lat 50. XX wieku, kiedy to zadecydowano o likwidacji ostatnich nagrobków.
Na terenie dawnego cmentarza powstał Park im. Stefana Żeromskiego.